# 朱澐
朱澐，南平人，清朝政治人物，優貢出身。朱澐於1747年（乾隆12年）奉旨於台灣擔任台灣鳳山縣訓導。負責鳳山縣一帶教育方面的事務。